# Logona
Pour les articles homonymes, voir Logona Esau.
Logona est une société allemande concevant et fabricant des produits d'hygiène et de beauté, qui respectent l'environnement, la nature et sont certifiés "Bio", fondée en 1978 par Hans Hansel. Son siège est à Salzhemmendorf.

## Histoire
Elle a été fondée sous le nom de Lorien Goods GmbH en 1978, puis est devenue Logona en 1985, en étant obligée de changer de nom en raison d'une prétendue ressemblance avec l'Oréal.

## Distribution
Les produits Logona sont commercialisés dans certains commerces de la grande diffusion, et surtout en magasins spécialisés en produits biologiques et diététiques.

## Produits
Ces formules sont certifiées certifiée BDIH.